# Ceroptera crispa
Ceroptera crispa är en tvåvingeart som beskrevs av Oswald Duda 1925. Ceroptera crispa ingår i släktet Ceroptera och familjen hoppflugor. Inga underarter finns listade i Catalogue of Life.